# 315 (tal)
315 är det naturliga talet som följer 314 och som följs av 316.

## Inom vetenskapen
- 315 Constantia, en asteroid.

## Inom matematiken
- 315 är ett udda tal
- 315 är ett sammansatt tal
- 315 är ett defekt tal